# Sancai Tuhui
Sancai Tuhui (kitajsko 三才圖會) je kitajska anciklopedija (leišu), ki sta jo zbrala in uredila Vang Či (王圻) in njegov sin Vang Siji (王思義). Objavljena je bila leta 1607 med vladavino dinastije Ming. Enciklopedija vsebuje ilustracije treh svetov: nebes, zemlje in človeštva ter veliko posmrtnih in sodobnih opisov kitajskih cesarjev. 

## Naslov
Izvirni naslov se v različne jezike prevaja različno, na primer Ilustracije treh kraljestev, Ilustracije treh moči,  Zbirka ilustracij treh kraljestev, Slikovni kompendij treh moči in drugače. Izraz "Sancai" (三才) v izvirnem naslovu pomeni "kraljestva nebes, zemlje in človeštva", izraz "Tuhui" (圖會) pa pomeni "zbirka ilustracij". 

## Vsebina
Enciklopedija je organizirana v 106 poglavij v 14 kategorijah (astronomija, geografija, biografije, zgodovina, biologija in podobno) z besedilom in ilustracijami za posamezne članke. Reprodukcije te enciklopedije še vedno tiskajo na Kitajskem. 
Čeprav vsebuje nekaj netočnih ali mitoloških člankov, na primer članke o podkovnjaku in žerjavu, se je od običajnih "vsakdanjih enciklopedij" (日用類書, rijong leišu) v tistem času razlikovala po tem, da je v nekaterih člankih točna. Točno so prikazana na primer oblačila Japoncev, Korejcev in Vietnamcev ter zelo natančen zemljevid sveta (Šanhai Judi Čuantu).

## Sklic
1. ↑  »arhivska kopija«. Arhivirano iz prvotnega spletišča dne 23. septembra 2003. Pridobljeno 27. avgusta 2023.[mrtva povezava]